# Lesotho Highlands Water Project

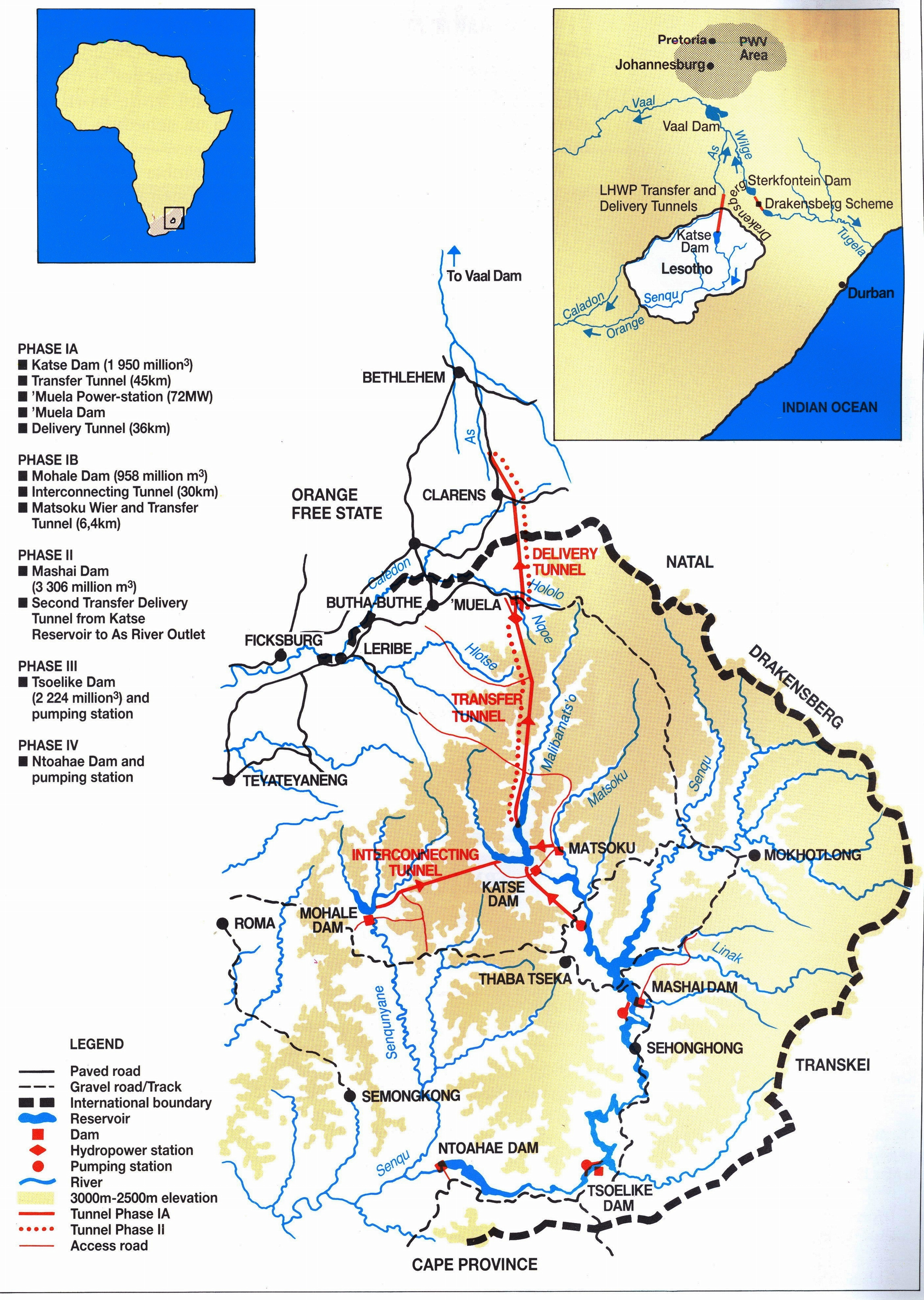
Karte des Lesotho Highlands Water Project

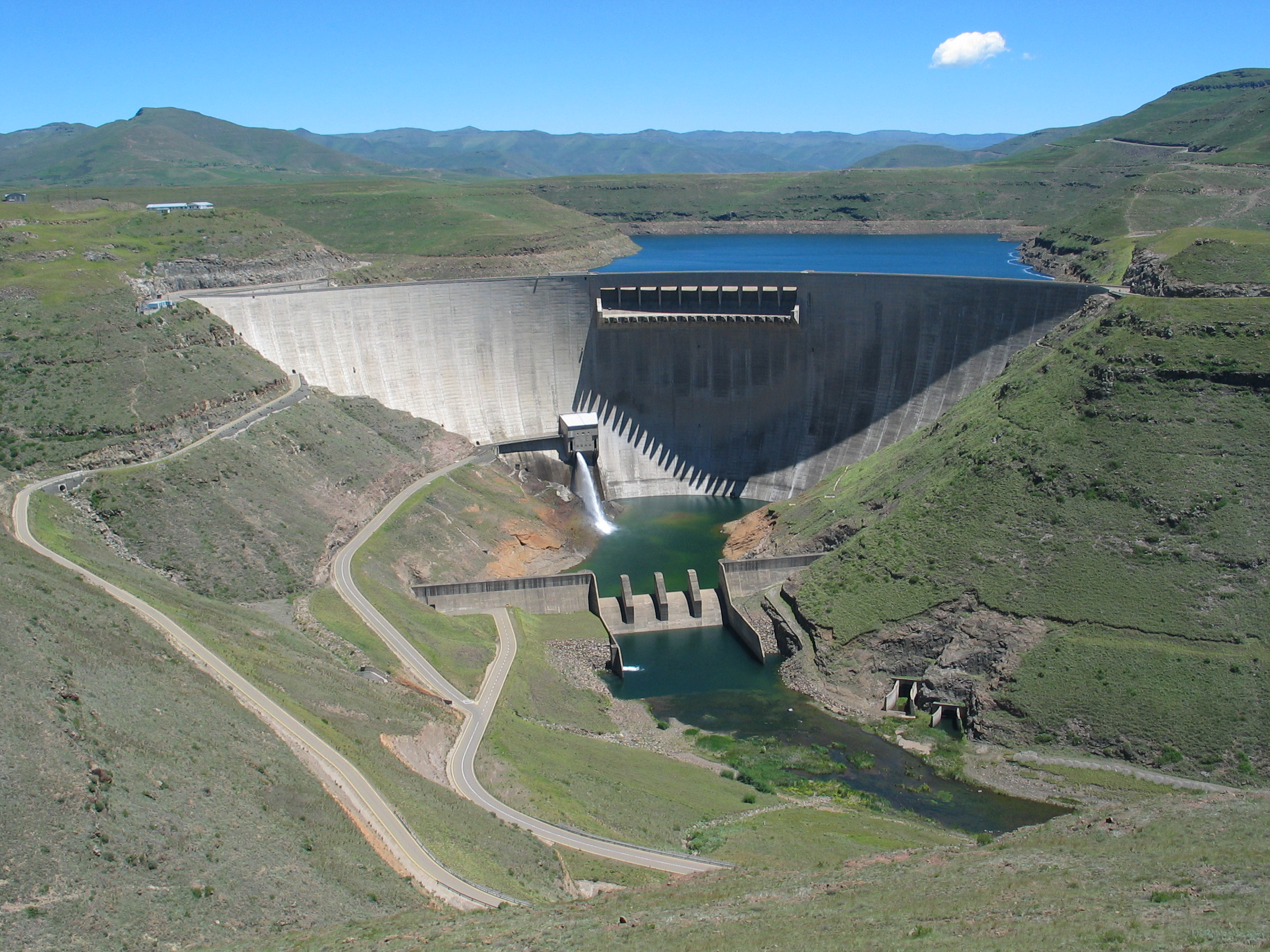
Staumauer des Katse-Stausees

Das Lesotho Highlands Water Project (Sesotho: metsi a lihlaba; deutsch: „Lesotho-Hochland-Wasserprojekt“) ist ein teilweise fertiggestelltes Talsperrenprojekt im Inneren des Königreichs Lesotho, das in Regie von Rand Water die südafrikanische Großregion Gauteng um die Stadt Johannesburg mit Wasser versorgt. 

## Hydrologischer Hintergrund
Die aufgestauten Flüsse gehören zum Einzugsgebiet des Oranje, der in Lesotho Senqu heißt. Der Senqu entspringt in den Drakensbergen im Nordosten Lesothos und fließt in westlicher Richtung durch Südafrika und Namibia zum Atlantik. Obwohl die Bergregion von Lesotho lediglich fünf Prozent des Einzugsgebietes des Oranje-Flusses ausmacht, liefert sie rund 50 Prozent des Wassers. Das Projekt ist deswegen so zweckmäßig, weil die aride Region Gauteng, die wenig Jahresniederschlag erhält, aus den nahegelegenen regenreichen Lesotho Highlands – den westlichen Teil der Drakensberge – das Wasser durch natürliches Gefälle beziehen kann.

## Erste Planungen und Baumaßnahmen

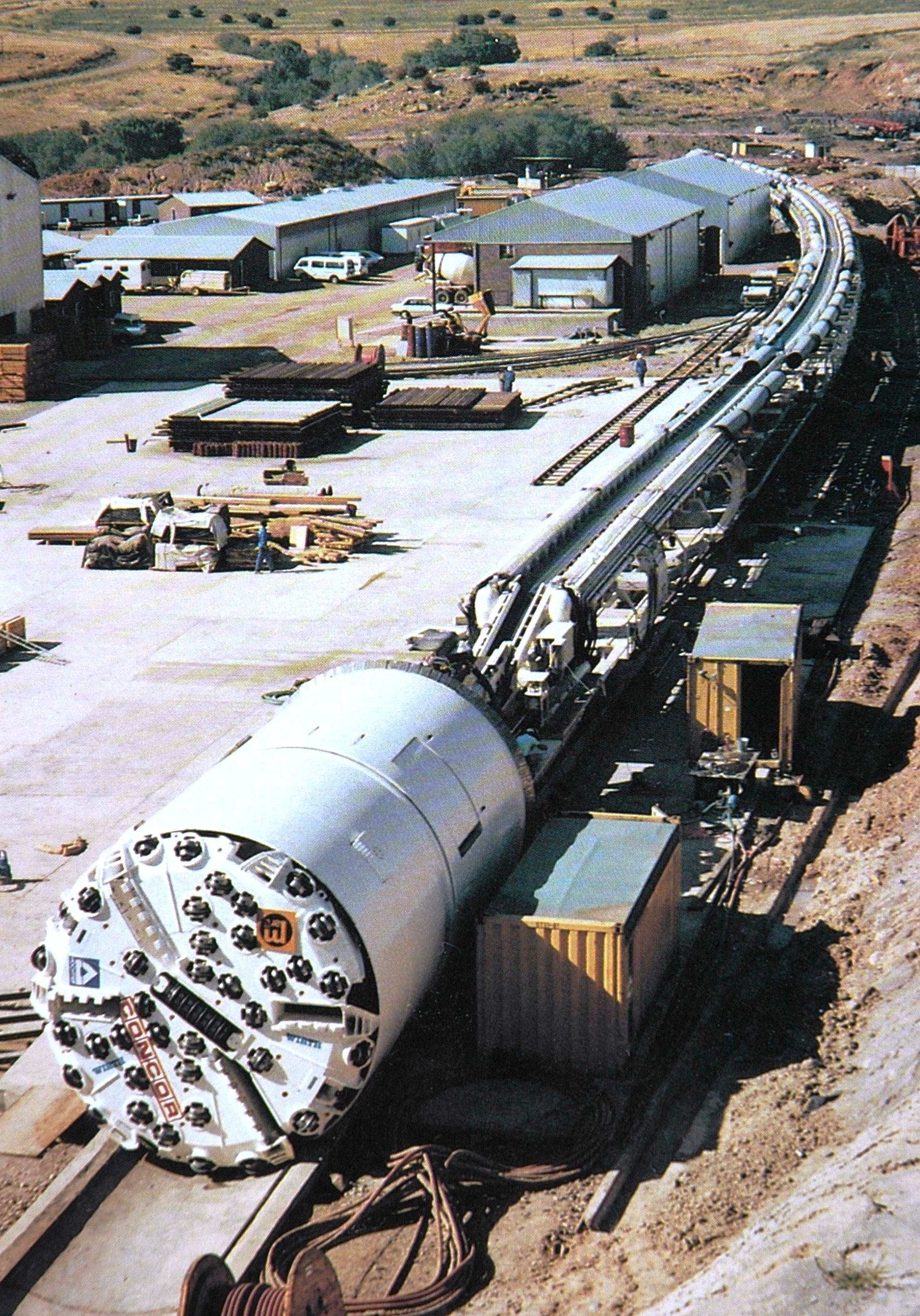
320 m WIRTH 529 in Lesotho

In den 1950er Jahren wurde erstmals eine Kooperation Südafrikas und des damals britischen Basutoland zur Wasserversorgung Südafrikas vorgeschlagen.  1978 wurde eine gemeinsame Untersuchung der Möglichkeiten durchgeführt, 1983 lagen detaillierte Pläne vor. Dabei wurde auch Lesothos Interesse an Strom aus Wasserkraftwerken berücksichtigt. Lesothos Premierminister Leabua Jonathan fürchtete aber eine zu starke politische Einflussnahme Südafrikas auf Lesotho und stoppte das Projekt. Erst nach einer Grenzblockade Südafrikas, das Lesotho vollständig umschließt, und dem darauf folgenden Sturz Jonathans am 20. Januar 1986 wurden die Verhandlungen wieder aufgenommen. Am 24. Oktober 1986 unterzeichneten die damaligen Außenminister Lesothos und Südafrikas den Vertrag, der den Bau des Staudammprojektes und den dazugehörigen Wasserexport regeln sollte. Zugleich wurden drei Behörden zur Verwaltung des LHWP gegründet: die Lesotho Highlands Development Authority (LHDA) für alle Lesotho betreffenden Belange, die Trans-Caledon Tunnel Authority für Südafrika – koordiniert von der Lesotho Highlands Water Commission (LHWC) – und die Joint Permanent Technical Commission für beide Staaten. Mit den Baumaßnahmen wurde etwa 1989 begonnen: Zuerst wurden einige Straßen in den Highlands erneuert und teilweise asphaltiert.

## Projektübersicht
Das Lesotho Highlands Water Project hat primär zum Ziel, die Wasserversorgung von Gauteng zu sichern, 2015 meldete aber auch Botswana Interesse am Projekt an. Zudem wird das umgeleitete Wasser zur Erzeugung von elektrischer Energie genutzt. Von den ursprünglich geplanten fünf Talsperren sind bisher zwei (Katse-Talsperre und Mohale-Talsperre) erstellt worden.
Die Projektplanung gliedert sich in vier Abschnitte, die den Bau der Einrichtungen für das Projekt beschreiben:
- Phase IA: Bau der Katse-Talsperre und des 82 Kilometer langen Transfertunnels durch die Malotiberge in die Region Gauteng. Der Transport des Wassers erfolgt über ein natürliches Gefälle. Das Muela-Wasserkraftwerk im Norden Lesothos erzeugt mit diesem Wasser eine Leistung von 72 Megawatt.[4]
- Phase IB: Bau der Mohale-Talsperre und des 32 Kilometer langen Verbindungstunnels zwischen dem Mohale-Reservoir und Katse-Reservoir. Das Wasser folgt hier ebenfalls einem natürlichen Gefälle.
- Phase II: Mashai-Talsperre (später: Polihali-Talsperre) und Verbindungstunnels zum Katse-Reservoir
- Phase III: Tsoelike-Talsperre und Verbindungstunnels zur Mashai-Talsperre
- Phase IV: Ntoahae-Talsperre und Verbindungstunnels zum Fluss Tsoelike[5]

Die Stauseen zeichnen sich durch bis zu 185 Meter hohe Dämme sowie schmale, lang gestreckte Formen aufgrund der tief eingeschnittenen Flusstäler aus.
Phase I wurde in zwei Schritten fertiggestellt: 1998 wurde Phase IA in Betrieb genommen, 2003 Phase IB. Phase IA erbringt eine Förderleistung von 30 Kubikmeter pro Sekunde. Für Phase II fand der Spatenstich am 27. März 2014 statt, bei dem Verträge für die Fertigstellung der Phase II des Projekts unterzeichnet wurden, wobei die Finanzierung unter anderem durch die Bank der BRICS-Staaten erfolgen soll. Eine Fertigstellung aller Phasen würde die Förderleistung auf etwa 70 Kubikmeter pro Sekunde erhöhen.

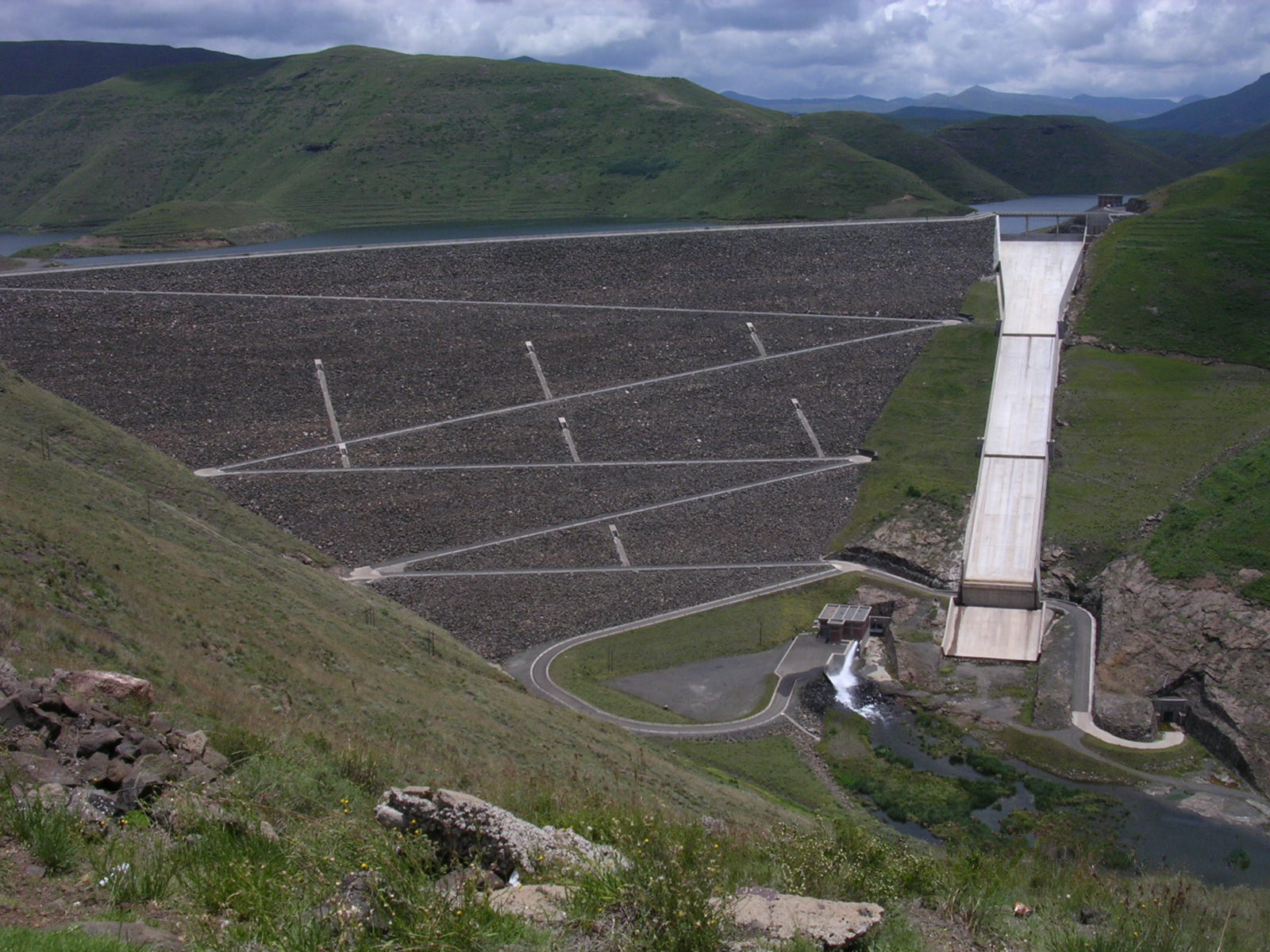
Staumauer der Mohale-Talsperre

Statt der Mashai-Talsperre wurde in Phase II nunmehr die Polihali-Talsperre, nahe Mashai gelegen, geplant. Im Juni 2015 wurden die Arbeiten zum Polihali Dam am Kobong ausgeschrieben, der ein 1200-MW-Wasserkraftwerk beinhalten soll, das 2018 fertiggestellt sein sollte. Wegen der Modalitäten der Ausschreibung gab es politische Spannungen mit Südafrika. Im September 2016 wurde bekannt, dass die damalige südafrikanische Ministerin für Wasser und Abwasser (Water and Sanitation) Nomvula Mokonyane gegenüber der lesothischen Regierung – ohne Absprache mit Präsident Jacob Zuma – eine deutlich erhöhte Wassermenge für ihr Land gefordert habe. Dies hätte eine Neuplanung der zukünftigen Bauvorhaben und damit eine mehrjährige Verzögerung bedeutet. Grund war offenbar der Plan der Ministerin, bei einer erneuten Ausschreibung eigene Bekannte begünstigen zu können. Bereits in den 1990er und 2000er Jahren waren Korruptionsfälle aufgedeckt worden, in die unter anderem der LHDA-CEO Masopha Sole und ausländische Firmen wie die deutsche Firma Lahmeyer International verwickelt waren. Mit der Fertigstellung von Phase II wird im Jahr 2026 gerechnet (Stand 2019), sieben Jahre später als ursprünglich geplant.
Im November 2017 unterzeichneten Vertreter Lesothos, Südafrikas, Namibias und Botswana einen Vertrag, der den Bau eines weiteren Staudammes und einer nach Botswana führenden Wasserleitung vorantreiben soll (Lesotho-Botswana Water Transfer Project, LBWT). Über die 720 Kilometer lange Pipeline durch Südafrika sollen die Region Gaborone und der Süden Botswanas mit Wasser versorgt werden.

## Auswirkungen auf Mensch und Umwelt
Durch die Errichtung der Staumauern wurden Umsiedlungen nötig. Die umgesiedelten Haushalte der Phase IA haben immer noch nicht den geplanten Lebensstandard. Das Projekt war in den 1980er Jahren umstritten, da es die wirtschaftliche Abhängigkeit Lesothos von Südafrika, das damals noch das Apartheidssystem aufwies, verstärkte.
Während des Projektes waren Bürger Lesothos und Südafrikaner an den Bauarbeiten beteiligt. Allerdings wurden Südafrikaner besser bezahlt, was 1996 zu einem Arbeiteraufstand führte, der schließlich durch die Regierung Lesothos gewaltsam niedergeschlagen wurde. Dieser Zwischenfall kostete fünf streikende Arbeiter das Leben. Außerdem haben Bauarbeiter in der Region zur Erhöhung der HIV-Rate beigetragen.
Eine Gefahr, die grundsätzlich mit Stauprojekten einhergeht, ist die Reservoir induced seismicity, also Erdbeben, die mit der Befüllung der Reservoire auftreten. 1995 und 1996 kam es in der Nähe der Katse-Talsperre mehrmals zu kleineren Beben, die unter anderem elf Häuser zerstörten. Durch das Beben entstand ein 1,5 Kilometer langer Riss in der Erde des Dorfes Mapeleng, der mehrere Häuser unbewohnbar machte. Es wurde auch von Wasserquellen berichtet, die nach den Beben versiegten.
Auch während der Dürrekatastrophe 2015/2016 kam Lesotho seinen Lieferverpflichtungen nach, während über ein Viertel der Landesbevölkerung auf Nahrungsmittellieferungen angewiesen war. Grundsätzlich ist den Anliegern der Stauseen die Nutzung des Wassers verwehrt; nach einigen Gerichtsurteilen muss die LHDA Bewohner einiger Ortschaften mit Wasser versorgen.

## Wirtschaftliche Aspekte in Lesotho
Um die Bauarbeiten zu ermöglichen, ging mit dem Projekt eine infrastrukturelle Erschließung des Landes einher. Es war nun möglich, auf einigen gut ausgebauten Straßen die Highlands zu durchqueren.
1998 machten die Einnahmen aus dem LHWP 13,6 % des Bruttoinlandsproduktes aus. Um 2003 betrugen die Einnahmen 120 bis 150 Millionen Maloti.

## Das Projekt aus südafrikanischer Sicht
Südafrika hat im Durchschnitt einen Jahresniederschlag von 497 Millimeter, das ist etwa die Hälfte des weltweiten Durchschnitts. Der Niederschlag verteilt sich auf aride und humide Gebiete, so dass für die meisten Teile Südafrikas Wasserknappheit herrscht. Dies ist der Grund, warum besonders in Südafrika durch viele Talsperren Trinkwasser aufgestaut wird. Allerdings steigt der Wasserbedarf Südafrikas stetig. Betrug er im Jahr 1990 22,4 Milliarden Kubikmeter, so wurde für das Jahr 2010 ein Wasserbedarf von 25,9 Milliarden Kubikmeter prognostiziert. Die maximale Menge nutzbaren Wassers wird auf insgesamt 39 Milliarden Kubikmeter pro Jahr beziffert, so dass immer weitere Talsperren geplant werden.
Die Steigerung des Wasserbedarfs in der Region Gauteng beruht aber nicht nur auf dem alltäglich notwendigen Wasserverbrauch, sondern auch auf dem verschwenderischen Umgang mit der Ressource Wasser. In den wohlhabenden Vororten von Johannesburg und Pretoria wird ein Großteil des Wassers für die Befüllung von Schwimmbecken verbraucht. In manchen Straßencafés werden zeitweise Wassersprühanlagen eingesetzt, um das warme Wetter auf der Terrasse für die Gäste erträglich zu machen. Viele Wasserleitungen in der Region weisen Lecks auf, aus denen Trinkwasser in das Grundwasser entweicht. Durch die Industrie in dem Ballungsraum besitzt das Grundwasser aber keine gute Qualität.
Die Bewohner des Johannesburger Stadtteils Alexandra kritisierten Anfang 1998 das aufwändige Projekt aus Angst vor steigenden Wasserpreisen. Der Sinn des Projektes wurde wegen der Lecks in Frage gestellt. Die Bewohner Alexandras sahen mehr Sinn darin, die bestehenden Wasserleitungen zu reparieren, damit ein Import von Wasser unnötig wird.
2018 wurde in Südafrika kritisiert, dass Lesotho Wasser zur Gewinnung von Elektrizität ablassen und in die bereits gefüllten Staubecken des Vaal/Oranje-Systems leiten würde, anstatt die für die Wasserversorgung Gautengs wichtigen Staudämme in Lesotho zu füllen. Auch die Verzögerungen der Phase II und das geplante Lesotho-Botswana Water Transfer Project wurden als Gefahr für die Trinkwasserversorgung Gautengs bewertet.